# 十九条城
十九条城（じゅうくじょうじょう）は、現在の岐阜県瑞穂市にあった戦国時代の日本の城（平城）。

## 概要
大永6年（1526年）、土岐頼純の命により、川手城を防衛する出城の一つとして斎藤利良によって築かれた。一番外側の出城である。しかし、土岐氏が衰退し、美濃国を斎藤道三が支配するようになると存在意味がなくなり、廃城となる。
永禄4年（1561年）、織田信長は墨俣城以外の美濃国攻略の拠点の必要性を考え、かつての十九条城跡地に着目する。信長は自ら兵を率いて十九条城跡地を占領。再び十九条城を築き、織田広良が城主となる。
永禄5年（1562年）、斎藤龍興は十九条城を目指して稲葉山城から出陣する。これに呼応して信長も兵を出し、十四条（現・瑞穂市）と軽海（現・本巣市）で両軍が激突する。この戦いで城主の広良は野々村正成に討たれて戦死する。十九条城は焼失し廃城となる。

## 現在の状況
十九条城の本丸跡は津島神社になっている。

## 所在地
- 岐阜県瑞穂市十九条

## 交通機関
- 樽見鉄道 十九条駅より徒歩5分。